# ウィスコンシン州シク寺院銃乱射事件
ウィスコンシン州シク寺院銃乱射事件（ウィスコンシンしゅうシクじいんじゅうらんしゃじけん）とは、2012年8月5日にアメリカ合衆国中西部のウィスコンシン州オーククリークにあるグルドワーラーと呼ばれるシク教の寺院で発生した銃乱射事件である。
この事件により6人が射殺され、4人が負傷し、犠牲者はいずれも参拝に来たシク教徒だった。容疑者は警官に腹を撃たれた直後に、自らの頭を撃って自殺した。
容疑者はウィスコンシン州カダヒーに住む40歳の白人至上主義者の男性で、1998年に酒を飲んだとしてアメリカ陸軍を除隊された過去があった。
この事件を受け、当時のアメリカ合衆国大統領バラク・オバマとインドの首相マンモハン・シンは哀悼の意を述べたほか、アメリカやカナダ、インドで開かれたキャンドル・ビジルには政府高官らが来訪した。
また、アメリカ合衆国の大統領夫人（ファーストレディー）であるミシェル・オバマも、2012年8月23日に現場となった寺院を訪れた。

## 事件
午前10時25分ごろ（中部夏時間）、ウィスコンシン州オークランドにあるグルドワーラーと呼ばれるシク教の寺院で発砲があったという通報を受け、警察が駆けつけた。
この時すでに容疑者は6人を射殺しており、警察と銃撃戦になった。容疑者は警察官の1人を負傷させ 、他の警察官に腹を撃たれた後、自らの頭を撃って自殺した。
容疑者はスプリングフィールドXDM9x19mmパラベラム弾半自動拳銃で武装しており、ウィスコンシン州において銃器の所持が認められていた 。
当初は容疑者は現場で警察官によって射殺されたと報じられたが、連邦捜査局（FBI）による調査の結果、容疑者は警察官に撃たれた後に自らの頭を撃ちぬいて死亡したことが判明した。
のちに当局が公開した記録には、容疑者が警察官に向けて発砲する様子や、「誰かがこっちに向かって歩いてくる。白いTシャツを着て、銃を持った男だ（"I have someone walking out the driveway towards me. Man with a gun, white t-shirt"）」という音声の後に2発目の銃声が響く様子が記録されていた。
2012年9月、当局は警察車両が記録した事件の映像を公開した。この映像には警察官が負傷する様子や、他の警察官が容疑者に向けて発砲する様子が収録されていた。
負傷した警察官は15発被弾し、一部は顔や後頭部にもあたったが、一命をとりとめた。
合同テロ対策チームが捜査にあたり、オーククリーク警察署長のジョン・エドワーズは初動捜査の段階からこの事件を自国産テロリズムとして扱うように指示したと述べた。
捜査はオークランド警察からFBIに引き継がれ、白人至上主義団体とのつながりや人種差別的な動機の解明に向けた捜査も行われた。
FBIは、この襲撃に他に関わった人物がいると考える理由はなく、寺院に対して過去に脅迫があったとは認識していないという見解を示した。
当時の司法長官だったエリック・ハンプトン・ホルダーは、この事件を「テロリズムであり、激しい憎悪に満ちたヘイトクライムである」とした。

## 犠牲者・負傷者
事件発生時、寺院ではランガーと呼ばれる夕食の準備中であり、目撃者によると女性や子どもたちが夕食の準備に参加しており、午前11時30分から子ども向けの授業が予定されていた。
犠牲者6人のうち4人は寺院の中で殺されており、あとの2人は寺院の外で死亡していた。犠牲者の内訳は男性5人と女性1人で、6人の年齢は39歳から84歳だった。
このうち、男性5人はいずれも宗教上の理由からターバンを頭に巻いていた 。
また、犠牲者6人のうち4人がインド国籍で、残り2人がアメリカ国籍だった。
警察官を含む負傷者3人はフレーダート病院に搬送され、警察官は2012年8月22日に退院した 。この警察官は、ニューヨークを拠点に活動するSikhs for Justiceという団体から勇気を讃えられ $100,000 を贈られたほか、カリフォルニア州ユバシティにある2つのシク教の寺院からも $100,000 が寄付された。

## 容疑者
容疑者は、ウィスコンシン州カダヒーに住む40歳の白人至上主義の男性であり 、コロラド州で生まれ育ち 、1992年4月から98年10月までの間アメリカ陸軍に所属していた。
陸軍在籍時、彼はホークミサイルの修繕方法について学んだ後、心理戦に関する専門知識を習得した。
その後、彼は勤務時間中の飲酒や敵前逃亡を含む不品行の廉で降格処分を受け、最終的には陸軍を除隊された。
除隊後はコロラド州に戻り、2000年から2007年までの間はデンバー郊外にあるリトルトンに住んでいた。
仕事は2006年から2010年までの間はトラックの運転手をしていたが、飲酒運転を理由に解雇された。
彼は白人至上主義やネオナチの団体とつながりがあり、一部報道によると白人至上主義音楽グループ・ハンマースキンのメンバーだったとされている。
2000年に彼は白人至上主義音楽の世界へ入り、いくつかのネオナチバンドとかかわりを持った。
2005年には、End Apathyというバンドを結成し、Definite HateやBlue Eyed Devilsといった、同ジャンルのバンドと共演した。
容疑者のかつての継母は、犠牲となったシク教徒らに謝罪の言葉を述べ、彼の父親と離婚してから12年間継子と連絡を取らなかったと語った。
容疑者の元友人は、彼のことを一匹狼だったと述べ、来たるべき民族聖戦について話し合ったこともあったと語った 。
また、近隣住民によれば、容疑者は1人で過ごしており、アパートからはほとんど出ることはなく、近隣住民と目を合わせることも避けたとされている。
2012年7月28日、容疑者が使用した拳銃は、ウィスコンシン州ウェストアリスの銃器店にて合法的に得たものだった。
彼は、法律で義務付けられている身元確認に合格し、19発の弾倉を3つと拳銃を現金で購入した。
銃器店の店主は容疑者の様子について、特に変わったところはなかったと述べた。
事件後、マスコミによって容疑者の写真が公開され、腕と上半身には多数の刺青があり、その多くが白人至上主義団体とのつながりを示すものだとされていた。
オーククリーク警察署長のジョン・エドワーズは、「彼が死んだということは、彼の動機や思考も一緒に死んだということであるため、なぜ彼がこのような凶行に至ったのかを知る余地はない」と、容疑者が凶行に至った背景を憶測で語るのを慎んだ。

## 反応
当時のアメリカ合衆国大統領バラク・オバマは、弔辞の中でシク教徒のコミュニティもまたアメリカ国民の一部であると述べ 、8月10日まで連邦の施設に半旗が掲げられた 。
オバマは暴力を減らすにはどうすべきかを我々で考えるべきだと述べた
ウィスコンシン州知事のスコット・ウォーカーとその関係者も、犠牲者やその遺族に対する哀悼の意を述べた。
当時の駐インド大使だったナンシー・ジョー・パウエルは、ニューデリーにあるバングラ・サヒブ・グルドゥワラ にて犠牲者に祈りをささげた。
インドでは、当時の首相マンモハン・シンは、シク教徒の寺院で起きたこの事件に対して心を痛めていると述べ、インドは今回の襲撃を非難し、平和を愛するすべてのアメリカ人の味方であるとした。
また、この事件を受け、インドのシク教徒の間ではアメリカに対する抗議活動や追悼集会が行われた。
8月9日には、インド議会とニューデリー議会は、今回の事件の犠牲者の遺族に対する哀悼の意を述べた。
シク教の最高司祭であるJathedar Giani Gurbachan Singhは、アメリカ合衆国の警備上の不備によってこの事件が発生したと述べ、アメリカ合衆国にいるシク教徒に対し、寺院のセキュリティを強化するよう呼びかけた。
オーククリーク市内のシク教徒たちは、この事件は自分たちのコミュニティに衝撃を与えたと話した。
アメリカに住むシク教徒の多くはインドでの反米活動に賛同しておらず、国旗を燃やすなどの抗議行動を強く非難した。
アメリカを拠点とするシク教徒のコミュニティ組織は犠牲者や遺族の力になると誓い、アメリカのシク教徒たちへ宗教を超えた追悼集会を実施するよう呼びかけた。
また、これらの組織からウィスコンシン州へ緊急対応チームが派遣された。
非シク教系のアメリカ人たちは、シク教徒に賛同するために追悼集会を開き、州知事であるスコット・ウォーカーも参加した。
下院議員のポール・ライアンは、ホワイトハウスが無分別な攻撃としたこの事件を非難する議案を提出した。
2012年9月19日、ディック・ダービンは上院司法委員会の憲法・市民権および人権に関する司法小委員会を招集し、ヘイトクライムについての議会聴聞を実施した。
事件後、犠牲者の1人の息子である、映画監督のアマーディープ・カレカは政治活動をはじめ、銃規制の強化やヘイトクライム撲滅のための新たな規制を訴えている。
カレカは、オバマが他の銃乱射事件の現場を訪れたのに、シク寺院を訪れなかったことに関して批判しており、2014年アメリカ合衆国下院議員選挙にウィスコンシン州第一区から立候補し、当時現職の下院議員だったポール・ライアンと争った。